# Červené jezero (Rusko)
Červené jezero (rusky Красное) je jezero poblíž ústí řeky Anadyr v Čukotském autonomním okruhu v Rusku. Má rozlohu 458 km².

## Vodní režim
Je spojené s řekou Anadyr průtokem a projevují se na něm přílivy, které mají původ v Anadyrském zálivu. Do jezera ústí řeky Lamutskaja, Berjozovaja a mnoho dalších.